# Barbula subcernua
Barbula subcernua är en bladmossart som beskrevs av W. P. Schimper in Bescherelle 1880. Barbula subcernua ingår i släktet neonmossor, och familjen Pottiaceae. Inga underarter finns listade i Catalogue of Life.